# Bitva o Habartov
Bitva o Habartov byla první ozbrojený střet mezi československými četníky a sudetskými Němci. Někdy je označována za první bitvu druhé světové války.

## Přehled událostí
V roce 1938 žilo v Habartově 3135 obyvatel, z toho 207 Čechů. Sloužili zde čtyři četníci: praporčík Jan Koukol (velitel), strážmistr Jan Pardus, strážmistr Antonín Křepela, strážmistr Matěj Příbek. Na četnickou stanici v průběhu roku přišlo několik anonymů, které vyhrožovaly četníkům (hlavně Pardusovi). 12. září byla situace v Habartově napjatá. Na křižovatkách byly rozestavěny hlídky takzvaných ordnerů.
Ráno 13. září došlo k prvnímu incidentu. Strážmistr Pardus narazil při cestě z úřadu pro cigarety na dav Němců. Dočkal se od nich urážek, ale zatím napaden nebyl. Situace v obci se pomalu přiostřovala. Němci se začali připravovat k boji proti četníkům. Na věži kostela se objevil říšský prapor s hákovým křížem. Pardus a Koukol se vydali k obecnímu úřadu, aby zjednali pořádek. Nikdo si na ně zatím netroufl a na místo se dostali bez úhony. Zde však situace hrozila přerůst v ozbrojený střet. Oba četníci se vrátili na stanici. Tam je doprovázel německý dav. Ten se z části před stanicí rozešel.
Část vzbouřenců vnikla do budovy a vyvlekla odtud Růženu Pardusovou (ženu četníka Parduse). Ta byla odvedena do svého bytu, kde byla uvězněna. Němci požadovali kapitulaci četníků. Výsledkem byla přestřelka četníků s Němci, kteří vnikli do budovy. Při této přestřelce zemřeli Jan Koukol a velitel vzbouřenců Otto Plass. Strážmistr Příbek byl raněn. Němci byli ze stanice vyhnáni.
Před stanici byla předvedena Růžena Pardusová, která byla předtím lynčována. Četníkům bylo dáno ultimátum – pokud nesloží zbraně a nekapitulují, bude zastřelena. Četníci poté začali beze zbraní vycházet, první Příbek, druhý Křepela a nakonec Pardus. Pardus byl okamžitě střelen a vrhl se na něho dav. Útok byl surový; například mu byly v ušních boltcích procvakány hákové kříže.
Kolem 14. hodiny do obce přijel autokar s 11 četníky. Ti okamžitě zahájili boj s Němci (přitom byli zabiti četníci Roubal a Černý). Němci byli zahnáni na útěk. Poté bylo nalezeno tělo četníka Křepely, který byl umučen.